# Апи (вулкан, остров Сангеанг)
Апи (индон. Sangeang Api) — вулкан на острове Сангеанг, Индонезия. Вулканическая система имеет два конуса — Апи (1949 м) и Мантои (1795 м). Последнее извержение было в 2014 году. Фиксируется сильная фумарольная активность.
Sangeang Api в переводе с балийского означает «гора духов». Вулкан находится в «огненном кольце» — области, где происходит большое количество землетрясений и извержений вулканов в бассейне Тихого океана. В «огненном кольце» расположены 452 вулкана — 75 процентов от общего числа в мире.
Первое зарегистрированное извержение Апи произошло в 1512 году, в общей сложности с тех пор вулкан извергался 20 раз.